# Elzennetwants
De elzennetwants (Physatocheila costata) is een wants uit de familie van de Tingidae (Netwantsen). De soort werd het eerst wetenschappelijk beschreven door Johan Christian Fabricius in 1794.

## Uiterlijk
De langwerpig ovaal gevormde wants is altijd langvleugelig (macropteer) en kan ongeveer 3 tot 4 mm lang worden. Net als de andere netwantsen hebben de vleugels van deze wants een fijnmazig netwerkpatroon van aders. De soorten uit dit geslacht kenmerken zich door de omgeslagen brede randvelden van het halsschild en de drie lijsten op het borststuk die doorlopen tot aan de voorrand. Ze lijken enigszins op de wantsen uit het geslacht Dictyla bij dit genus lopen de buitenste lijsten maar tot halverwege het borststuk. De soort is zeer moeilijk te onderscheiden van Physatocheila smreczynskii. Deze twee soorten onderscheiden zich wel van de andere soorten van het geslacht Physatocheila door het brede randveld van de vleugels, dat die drie of meer rijen dik is.

## Leefwijze
De volwassen wantsen overleven de winter en kunnen worden waargenomen in april en augustus op, bij voorkeur jonge exemplaren van, zwarte els (Alnus glutinosa), witte els (Alnus incana), zachte berk (Betula pubescens) en ruwe berk (Betula pendula). De soort kent één generatie per jaar. 

## Leefgebied
De soort komt voor in het midden van Europa en het verspreidingsgebied strekt zich verder uit tot aan Siberië en China. In Nederland is de wants zeer zeldzaam en werd alleen in Midden-Limburg nog gevonden. Sinds 1951 is de wants ook daar niet meer waargenomen.  